# Азиатский банк развития
Азиа́тский банк разви́тия (англ. Asian Development Bank) — банк, основанный в 1966 году, главной задачей которого является стимулирование роста экономики в Азиатском регионе, путём направления прямых займов и оказания технического содействия.
Штаб-квартира в Маниле (Филиппины). Президентом АБР с 28 апреля 2013 года являлся Такэхико Накао. 17 января 2020 года президентом стал Масацугу Асакава, избранный 2 декабря 2019 года.

## Капитал
По состоянию на 31 декабря 2015 года акционерный капитал АБР равнялся $147,55 млрд. Крупнейшими акционерами АБР являлись Япония (15,62 % акционерного капитала), США (15,51 %), КНР (6,45 %), Индия (6,34 %), Австралия (5,79 %), Индонезия (5,45 %), Канада (5,24 %), Южная Корея (5,04 %) и ФРГ (4,33 %).

## Деятельность

Региональные и нерегиональные страны-участницы АБР

Претендовать на заёмные средства от АБР могут как правительства стран-участниц, так и юридические лица. Средняя сумма одного кредита составляет $15 млн, более крупные кредиты (до 50 млн долларов) банк предоставляет довольно редко.
Приоритетные сферы вложений — транспорт и связь, промышленность, энергетика, сельское хозяйство, финансовый сектор.
Кредиты выдаются из двух фондов: обычного и специального. Первый предназначен для кредитования на коммерческих условиях, то есть по рыночной процентной ставке и на более короткий срок, обычно 15—25 лет. Специальный фонд предназначен для долгосрочного кредитования — на 25—40 лет, по льготной процентной ставке (1—3 %). Льготный период для кредитов из обычного фонда составляет 3-5 лет, а из специального фонда — как правило, 10 лет. Другими инструментами АБР в оказании помощи своим странам-членам, помимо кредитов, являются техническое содействие, гарантии и покупка акций.
В 2001 году Азиатский банк развития стал исполнять функции Секретариата Центральноазиатского регионального экономического сотрудничества.
В 2006 году банк принял решение ввести «азиатскую валютную единицу» АКЮ, которая будет отражать котировки акций денежных единиц 13 стран региона, и, возможно, превратится со временем в азиатский аналог евро.
Средства банка формируются за счет взносов стран-членов (7 % от уставного капитала Банка, составляющего около 55 млрд долл.), заимствований на международном рынке облигаций и дохода от кредитования.
В 2014 году общая сумма выданных кредитов составила $22.9 миллиарда долларов.
20 августа 2015 года Азиатский банк развития одобрил кредит в $1 млрд Казахстану, объявившему ранее о девальвации тенге, что должно сгладить экономические последствия установления свободного курса национальной валюты.

### Известные проекты азиатского банка развития
- Транс-афганский нефтепровод
- Проект экстренной помощи при землетрясении и цунами в Индонезии
- Региональная программа использования реки Меконг.
- Стратегическое партнёрство частного сектора для борьбы с бедностью в Филиппинах
- Железнодорожный коридор «Север-Юг» из Ирана через Туркменистан в Казахстан

## Региональные члены (49)
| Австралия (1966)            | Афганистан (1966)         | Армения (2005)              | Азербайджан (1999)        |
| Бангладеш (1973)            | Бутан (1982)              | Бруней (2006)               | Вануату (1981)            |
| Вьетнам (1966)              | Гонконг (1969)            | Грузия (2007)               | Индонезия (1966)          |
| Индия (1966)                | Казахстан (1994)          | Камбоджа (1966)             | Кирибати (1974)           |
| Китай (1986)                | Кыргызстан (1994)         | Лаос (1966)                 | Малайзия 1966)            |
| Мальдивы (1978)             | Маршалловы Острова (1990) | Микронезия (1990)           | Монголия (1991)           |
| Мьянма (1973)               | Науру (1991)              | Непал (1966)                | Ниуэ (2019)               |
| Новая Зеландия (1966)       | Острова Кука (1976)       | Пакистан (1966)             | Палау (2003)              |
| Папуа — Новая Гвинея (1971) | Самоа (1966)              | Сингапур (1966)             | Соломоновы Острова (1973) |
| Таджикистан (1998)          | Таиланд (1966)            | Китайская Республика (1966) | Восточный Тимор (2002)    |
| Тонга (1972)                | Тувалу (1993)             | Туркменистан (2000)         | Узбекистан (1995)         |
| Филиппины (1966)            | Фиджи (1970)              | Шри-Ланка (1966)            | Республика Корея (1966)   |
| Япония (1966)               |                           |                             |                           |

## Нерегиональные члены (19)
| Австрия (1966)    | Бельгия (1966)    | Великобритания (1966) | Германия (1966)  |
| Дания (1966)      | Испания (1986)    | Ирландия (2006)       | Италия (1966)    |
| Канада (1966)     | Люксембург (2003) | Нидерланды (1966)     | Норвегия (1966)  |
| Португалия (2002) | США (1966)        | Турция (1991)         | Финляндия (1966) |
| Франция (1970)    | Швейцария (1967)  | Швеция (1966)         |                  |

## Список президентов
| Имя                 | Дата      | Гражданство |
| ------------------- | --------- | ----------- |
| Ватанабэ, Такэси    | 1966-1972 | Япония      |
| Иноуэ, Сиро         | 1972-1976 | Япония      |
| Ёсида, Тароити      | 1976-1981 | Япония      |
| Фудзиока, Масао     | 1981-1989 | Япония      |
| Тарумидзу, Кимимаса | 1989-1993 | Япония      |
| Сато, Мицуо         | 1993-1999 | Япония      |
| Тино, Тадао         | 1999-2005 | Япония      |
| Курода, Харухико    | 2005-2013 | Япония      |
| Накао, Такэхико     | 2013-2020 | Япония      |
| Асакава, Масацугу   | 2020-н.в. | Япония      |

## Основные заёмщики
| Country   | 2018    | 2018  | 2017   | 2017  | 2016   | 2016  | 2015   | 2015  |
| Country   | $ млн   | %     | $ млн  | %     | $ млн  | %     | $ млн  | %     |
| --------- | ------- | ----- | ------ | ----- | ------ | ----- | ------ | ----- |
| Китай     | 17,015  | 16.6  | 16,284 | 16.9  | 15,615 | 24.8  | 14,646 | 25.2  |
| Индия     | 16,115  | 15.7  | 14,720 | 15.2  | 13,331 | 21.2  | 12,916 | 22.2  |
| Пакистан  | 10,818  | 10.6  | 10,975 | 11.4  | 4,570  | 7.3   | 4,319  | 7.4   |
| Индонезия | 10,356  | 10.1  | 9,393  | 9.7   | 8,700  | 13.8  | 8,214  | 14.1  |
| Бангладеш | 9,169   | 8.9   | 8,685  | 9.0   | -      | -     | -      | -     |
| Филиппины | -       | -     | -      | -     | 5,935  | 9.4   | 5,525  | 9.5   |
| Другие    | 38,998  | 38.1  | 36,519 | 37.8  | 14,831 | 23.5  | 12,486 | 21.6  |
| Всего     | 102,470 | 100.0 | 96,577 | 100.0 | 62,983 | 100.0 | 58,106 | 100.0 |

## Награды
- Орден «Данакер» (30 ноября 2009 года, Кыргызстан) — за значительный вклад в социально-экономическое развитие Кыргызской Республики[11].